# Elezioni europee del 2004 in Francia
Le elezioni europee del 2004 in Francia si sono tenute il 12 giugno (Francia d'oltremare) ed il 13 giugno (Francia metropolitana). Esse hanno permesso di eleggere i 78 europarlamentari spettanti alla Francia per la VI legislatura (2004-2009) del Parlamento europeo.

## Sistema elettorale
A differenza delle elezioni legislative e presidenziali, le elezioni per il Parlamento Europeo si svolgono col sistema elettorale proporzionale di lista secondo la regola della media più forte (metodo D'Hondt) senza voto disgiunto né voto di preferenza e con uno sbarramento al 5% dei suffragi espressi; i seggi sono attribuiti ai candidati secondo l'ordine di presentazione su ogni lista elettorale; il territorio francese è diviso in 8 grandi circoscrizioni elettorali.

## Risultati
| Liste  | Liste | Gruppo      | Voti                                   | %                        | Seggi |
| ------ | --- | ----------- | -------------------------------------- | ------------------------ | ----- |
|        | Partito Socialista | PSE         | 4.960.756                              | 28,90                    | 31    |
|        | Unione per un Movimento Popolare                                                                                               | PPE-DE      | 2.856.368                              | 16,64                    | 17    |
|        | Unione per la Democrazia Francese                                                                                              | ALDE        | 2.053.446                              | 11,96                    | 11    |
|        | Fronte Nazionale | NI          | 1.684.947                              | 9,81                     | 7     |
|        | Divers droite • Movimento per la Francia • Raggruppamento per la Francia • Lista Michel Hunault • Francia - Polo delle Libertà | - IND/DEM - | 1.516.777 1.145.839 291.234 79.529 175 | 8,84 6,67 1,70 0,46 0,00 | 3 -   |
|        | I Verdi | Verdi/ALE   | 1.271.394                              | 7,41                     | 6     |
|        | Partito Comunista Francese | GUE/NGL     | 900.447                                | 5,25                     | 2     |
|        | Estrema sinistra • Lotta Operaia - Lega Comunista Rivoluzionaria • Partito dei Lavoratori                                      | -           | 571.568 440.134 131.434                | 3,33 2,56 0,77           | -     |
|        | Caccia, Pesca, Natura e Tradizioni                                                                                             | -           | 297.273                                | 1,73                     | -     |
|        | Divers gauche • Partito Radicale di Sinistra • Alleanza d'Oltremare                                                            | - GUE/NGL   | 231.102 121.573 109.529                | 1,35 0,71 0,64           | 1 - 1 |
|        | Lista Ecologista • Cap21 • Movimento Ecologista Indipendente • La Terre Sinon Rien                                             | -           | 166.379 98.700 61.457 6.222            | 0,97 0,57 0,36 0,04      | -     |
|        | Estrema destra Movimento Nazionale Repubblicano                                                                                | -           | 53.606                                 | 0,31                     | -     |
|        | Regionalisti • Les regionalistes • Herritarren Zerrenda • ALPE                                                                 | -           | 15.561 9.249 5.157 1.155               | 0,09 0,05 0,03 0,01      | -     |
|        | Divers | -           | 587.734                                | 3,42                     | -     |
| Totale | Totale | Totale      | 17.167.358                             | 100                      | 78    |

- Divers include: La France d'en bas (266.538); Nicolas Miguet - Raggruppamento dei Contribuenti Francesi (147.943); Automobiliste vache à lait (52.376); Euro-Palestine (50.037); altri <50.000 voti (70.840).